# Ucraina ai Giochi della XXXII Olimpiade
L'Ucraina ha partecipato ai Giochi della XXXII Olimpiade, che si sono svolti a Tokyo, Giappone, dal 23 luglio all'8 agosto 2021 (inizialmente previsti dal 24 luglio al 9 agosto 2020 ma posticipati per la pandemia di COVID-19) con 155 atleti in 20 discipline.

## Medaglie

### Medagliere per disciplina
| Sport             | Oro | Argento | Bronzo | Totale |
| ----------------- | --- | ------- | ------ | ------ |
| Nuoto             | 0   | 1       | 1      | 2      |
| Atletica leggera  | 0   | 0       | 1      | 1      |
| Lotta             | 1   | 1       | 2      | 4      |
| Tiro a segno/volo | 0   | 0       | 1      | 1      |
| Ciclismo          | 0   | 1       | 0      | 1      |
| Scherma           | 0   | 0       | 1      | 1      |
| Pugilato          | 0   | 1       | 0      | 1      |
| Nuoto artistico   | 0   | 0       | 2      | 2      |
| Canoa/kayak       | 0   | 1       | 1      | 2      |
| Judo              | 0   | 0       | 1      | 1      |
| Karate            | 0   | 1       | 1      | 2      |
| Tennis            | 0   | 0       | 1      | 1      |
| Totale            | 1   | 6       | 12     | 19     |

### Medaglie d'oro
| Medaglia | Nome         | Sport              | Evento |
| -------- | ------------ | ------------------ | ------ |
| Oro      | Žan Belenjuk | Lotta Greco-romana | 87 kg  |

### Medaglie d'argento
| Medaglia | Nome                                   | Sport              | Evento                           |
| -------- | -------------------------------------- | ------------------ | -------------------------------- |
| Argento  | Mychajlo Romančuk                      | Nuoto              | 1500 metri stile libero maschili |
| Argento  | Parviz Nasibov                         | Lotta Greco-romana | 67 kg                            |
| Argento  | Anželika Terljuha                      | Karate             | 55 kg femminile                  |
| Argento  | Liudmyla Luzan Anastasiia Chetverikova | Canoa/kayak        | C2 500 metri femminile           |
| Argento  | Oleksandr Chyžnjak                     | Pugilato           | Pesi medi maschile               |
| Argento  | Olena Starikova                        | Ciclismo           | Velocità femminile               |

### Medaglie di bronzo
| Medaglia | Nome | Sport            | Evento                                    |
| -------- | --- | ---------------- | ----------------------------------------- |
| Bronzo   | Ihor Rejzlin | Scherma          | Spada individuale maschile                |
| Bronzo   | Olena Kostevyč Oleh Omelchuk | Tiro             | Pistola 10 metri aria compressa a squadre |
| Bronzo   | Mychajlo Romančuk | Nuoto            | 800 metri stile libero maschili           |
| Bronzo   | Elina Svitolina | Tennis           | Singolare femminile                       |
| Bronzo   | Alla Čerkasova | Lotta libera     | 68 kg femminile                           |
| Bronzo   | Marta Fjedina Anastasija Savčuk | Nuoto artistico  | Duo                                       |
| Bronzo   | Iryna Koljadenko | Lotta libera     | 62 kg femminile                           |
| Bronzo   | Liudmyla Luzan | Canoa/kayak      | C1 200 metri femminile                    |
| Bronzo   | Stanislav Horuna | Karate           | 75 kg maschile                            |
| Bronzo   | Maryna Aleksiïva Vladyslava Aleksiïva Marta Fjedina Ekateryna Reznyk Anastasija Savčuk Alina Šynkarenko Kseniya Sydorenko Jelyzaveta Jachno | Nuoto artistico  | Squadre                                   |
| Bronzo   | Jaroslava Mahučich | Atletica leggera | Salto in alto femminile                   |

## Delegazione
| Sport              | Uomini | Donne | Totale |
| ------------------ | ------ | ----- | ------ |
| Atletica leggera   | 19     | 25    | 44     |
| Badminton          | 1      | 1     | 2      |
| Canoa/Kayak        | 2      | 9     | 11     |
| Canottaggio        | 2      | -     | 2      |
| Ciclismo           | 1      | 4     | 5      |
| Equitazione        | 1      | 1     | 2      |
| Ginnastica         | 6      | 8     | 14     |
| Judo               | 4      | 3     | 7      |
| Karate             | 1      | 2     | 3      |
| Lotta              | 5      | 5     | 10     |
| Nuoto              | 7      | 2     | 9      |
| Nuoto artistico    | -      | 8     | 8      |
| Pentathlon moderno | 1      | 1     | 2      |
| Pugilato           | 5      | 1     | 6      |
| Scherma            | 4      | 2     | 6      |
| Sollevamento pesi  | -      | 2     | 2      |
| Tennis             | -      | 5     | 5      |
| Tennistavolo       | 1      | 2     | 3      |
| Tiro               | 4      | 2     | 6      |
| Tiro con l'arco    | 1      | 3     | 4      |
| Triathlon          | -      | 1     | 1      |
| Tuffi              | 3      | 4     | 7      |
| Totale             | 66     | 89    | 155    |

## Risultati

### Atletica leggera
Maschile
Eventi su pista e strada
| Atleta                 | Evento       | Batteria  | Batteria  | Semifinale      | Semifinale      | Finale          | Finale          |
| Atleta                 | Evento       | Risultato | Posizione | Risultato       | Posizione       | Risultato       | Posizione       |
| ---------------------- | ------------ | --------- | --------- | --------------- | --------------- | --------------- | --------------- |
| Serhij Smelyk          | 200 m        | 20"53     | 4º        | Non qualificato | Non qualificato | Non qualificato | Non qualificato |
| Bohdan-Ivan Horodyskyy | Maratona     | N.D.      | N.D.      | N.D.            | N.D.            | DNF             | DNF             |
| Mykola Nyzhnyk         | Maratona     | N.D.      | N.D.      | N.D.            | N.D.            | DNF             | DNF             |
| Oleksandr Sitkovskyy   | Maratona     | N.D.      | N.D.      | N.D.            | N.D.            | DNF             | DNF             |
| Ivan Losev             | Marcia 20 km | N.D.      | N.D.      | N.D.            | N.D.            | 1h33'26"        | 49º             |
| Eduard Zabuzhenko      | Marcia 20 km | N.D.      | N.D.      | N.D.            | N.D.            | 1h39'38"        | 52º             |
| Ivan Banzeruk          | Marcia 50 km | N.D.      | N.D.      | N.D.            | N.D.            | DNF             | DNF             |
| Valeriy Litanyuk       | Marcia 50 km | N.D.      | N.D.      | N.D.            | N.D.            | 2h14'02"        | 39º             |
| Mar'jan Zakal'nyc'kyj  | Marcia 50 km | N.D.      | N.D.      | N.D.            | N.D.            | 4h02'53"        | 25º             |

Eventi su campo
| Atleta            | Evento              | Qualificazione | Qualificazione | Finale          | Finale          |
| Atleta            | Evento              | Risultato      | Posizione      | Risultato       | Posizione       |
| ----------------- | ------------------- | -------------- | -------------- | --------------- | --------------- |
| Andrij Procenko   | Salto in alto       | 2,25 m         | 14º            | Non qualificato | Non qualificato |
| Vladyslav Mazur   | Salto in lungo      | 7,60 m         | 27º            | Non qualificato | Non qualificato |
| Ihor Musiyenko    | Getto del peso      | 19,56 m        | 30º            | Non qualificato | Non qualificato |
| Mykyta Nesterenko | Lancio del disco    | 60,95 m        | 20º            | Non qualificato | Non qualificato |
| Mychajlo Kochan   | Lancio del martello | 78,36 m        | 5º Q           | 80,39 m         | 4º              |
| Hlib Piskunov     | Lancio del martello | 73,84 m        | 20º            | Non qualificato | Non qualificato |

Femminile
Eventi su pista e strada
| Atleta                                                             | Evento         | Batteria  | Batteria  | Semifinale      | Semifinale      | Finale          | Finale          |
| Atleta                                                             | Evento         | Risultato | Posizione | Risultato       | Posizione       | Risultato       | Posizione       |
| ------------------------------------------------------------------ | -------------- | --------- | --------- | --------------- | --------------- | --------------- | --------------- |
| Tetyana Melnyk                                                     | 400 m          | 54"99     | 8ª        | Non qualificata | Non qualificata | Non qualificata | Non qualificata |
| Mariya Mykolenko                                                   | 400 m ostacoli | 57"86     | 6ª        | Non qualificata | Non qualificata | Non qualificata | Non qualificata |
| Anna Ryzhykova                                                     | 400 m ostacoli | 54"56     | 1ª Q      | 54"23           | 3ª q            | 53"48           | 5ª              |
| Viktoriya Tkachuk                                                  | 400 m ostacoli | 54"80     | 1ª Q      | 54"25           | 3ª q            | 53"79           | 6ª              |
| Nataliya Strebkova                                                 | 3000 m siepi   | 9'49"15   | 11ª       | N.D.            | N.D.            | Non qualificata | Non qualificata |
| Kateryna Klymyuk Alina Lohvynenko Viktoriya Tkachuk Anna Ryzhykova | 4×400 m        | 3'24"50   | 6ª        | N.D.            | N.D.            | Non qualificata | Non qualificata |
| Viktoriia Kaliuzhna                                                | Maratona       | N.D.      | N.D.      | N.D.            | N.D.            | DNF             | DNF             |
| Darya Mykhaylova                                                   | Maratona       | N.D.      | N.D.      | N.D.            | N.D.            | DNF             | DNF             |
| Yeheniya Prokofyeva                                                | Maratona       | N.D.      | N.D.      | N.D.            | N.D.            | 2h36'47"        | 42ª             |
| Ljudmyla Oljanovs'ka                                               | Marcia 20 km   | N.D.      | N.D.      | N.D.            | N.D.            | 1h40'20"        | 43ª             |
| Mariia Sakharuk                                                    | Marcia 20 km   | N.D.      | N.D.      | N.D.            | N.D.            | 1h34'04"        | 19ª             |
| Hanna Shevchuk                                                     | Marcia 20 km   | N.D.      | N.D.      | N.D.            | N.D.            | 1h36'27"        | 27ª             |

Eventi su campo
| Atleta                   | Evento              | Qualificazione | Qualificazione | Finale          | Finale          |
| Atleta                   | Evento              | Risultato      | Posizione      | Risultato       | Posizione       |
| ------------------------ | ------------------- | -------------- | -------------- | --------------- | --------------- |
| Iryna Heraščenko         | Salto in alto       | 1,95 m         | 11ª Q          | 1,98 m          | 4ª              |
| Julija Levčenko          | Salto in alto       | 1,95 m         | 11ª Q          | 1,96 m          | 8ª              |
| Jaroslava Mahučich       | Salto in alto       | 1,95 m         | 3ª Q           | 2,00 m          |                 |
| Yana Hladiychuk          | Salto con l'asta    | 4,40 m         | 21ª            | Non qualificata | Non qualificata |
| Maryna Kylypko           | Salto con l'asta    | 4,55 m         | 15ª q          | 4,50 m          | 5ª              |
| Maryna Bech-Romančuk     | Salto in lungo      | 6,71 m         | 10ª Q          | 6,88 m          | 5ª              |
| Ol'ha Saladucha          | Salto triplo        | 13,91 m        | 20ª            | Non qualificata | Non qualificata |
| Ol'ha Holodna            | Getto del peso      | 17,15 m        | 25ª            | Non qualificata | Non qualificata |
| Natalija Fokina-Semenova | Lancio del disco    | 54,28 m        | 31ª            | Non qualificata | Non qualificata |
| Iryna Klymets            | Lancio del martello | 68,29 m        | 21ª            | Non qualificata | Non qualificata |
| Iryna Novozhylova        | Lancio del martello | 59,85 m        | 30ª            | Non qualificata | Non qualificata |

Misto
| Atleta                                                                 | Evento  | Batteria  | Batteria  | Finale          | Finale          |
| Atleta                                                                 | Evento  | Risultato | Posizione | Risultato       | Posizione       |
| ---------------------------------------------------------------------- | ------- | --------- | --------- | --------------- | --------------- |
| Mykyta Barabanov Oleksandr Pohorilko Kateryna Klymyuk Alina Lohvynenko | 4×400 m | 3'14"21   | 6ª        | Non qualificata | Non qualificata |

### Badminton
| Atleta          | Evento            | Girone                  | Girone                   | Girone               | Girone | Ottavi               | Quarti               | Semifinale           | Finale               | Finale          |
| Atleta          | Evento            | Avversario Punteggio    | Avversario Punteggio     | Avversario Punteggio | Pos.   | Avversario Punteggio | Avversario Punteggio | Avversario Punteggio | Avversario Punteggio | Pos.            |
| --------------- | ----------------- | ----------------------- | ------------------------ | -------------------- | ------ | -------------------- | -------------------- | -------------------- | -------------------- | --------------- |
| Artem Pochtarov | Singolo maschile  | Lee Z J P (5–21, 11–21) | Leverdez P (10–21, 8–21) | N.D.                 | 3º     | Non qualificato      | Non qualificato      | Non qualificato      | Non qualificato      | Non qualificato |
| Marija Ulitina  | Singolo femminile | Zhang P (12–21, 7–21)   | Silva V (21–14, 22–20)   | N.D.                 | 2ª     | Non qualificata      | Non qualificata      | Non qualificata      | Non qualificata      | Non qualificata |

### Canoa/Kayak

#### Velocità
| FA | Qualificato in finale A (per le medaglie)                       |
| FB | Qualificato in finale B (non per le medaglie)                   |
| Q  | Qualificato al turno successivo per posizione in qualificazione |
| q  | Qualificato al turno successivo per ripescaggio                 |

Maschile
| Atleta                       | Evento    | Batteria | Batteria   | Quarti di finale | Quarti di finale | Semifinale | Semifinale | Finale   | Finale     |
| Atleta                       | Evento    | Tempo    | Classifica | Tempo            | Classifica       | Tempo      | Classifica | Tempo    | Classifica |
| ---------------------------- | --------- | -------- | ---------- | ---------------- | ---------------- | ---------- | ---------- | -------- | ---------- |
| Pavlo Altukhov               | C1 1000 m | 4'15"508 | 4º QF      | 4'06"018         | 2º SF            | 4'05"857   | 5º FB      | 4'04"098 | 12º        |
| Yurii Vandiuk                | C1 1000 m | 4'11"346 | 4º QF      | 4'08"719         | 2º SF            | 4'20"098   | 8º FB      | 4'10"910 | 16º        |
| Pavlo Altukhov Dmytro Jančuk | C2 1000 m | 4'06"089 | 6º QF      | 3'49"356         | 2º SF            | 3'28"775   | 6º FB      | 3'33"330 | 13º        |

Femminile
| Atleta                                                                        | Evento   | Batteria | Batteria   | Quarti di finale | Quarti di finale | Semifinale      | Semifinale      | Finale          | Finale          |
| Atleta                                                                        | Evento   | Tempo    | Classifica | Tempo            | Classifica       | Tempo           | Classifica      | Tempo           | Classifica      |
| ----------------------------------------------------------------------------- | -------- | -------- | ---------- | ---------------- | ---------------- | --------------- | --------------- | --------------- | --------------- |
| Anastasiia Chetverikova                                                       | C1 200 m | 47"472   | 4ª QF      | 46"509           | 3ª               | Non qualificata | Non qualificata | Non qualificata | Non qualificata |
| Liudmyla Luzan                                                                | C1 200 m | 45"571   | 1ª SF      | Bye              | Bye              | 47"339          | 1ª FA           | 47"034          |                 |
| Anastasiia Chetverikova Liudmyla Luzan                                        | C2 500 m | 2'01"156 | 1ª SF      | Bye              | Bye              | 2'02"893        | 1ª FA           | 1'57"499        |                 |
| Mariia Kichasova-Skoryk                                                       | K1 200 m | 44"564   | 4ª QF      | 44"247           | 6ª               | Non qualificata | Non qualificata | Non qualificata | Non qualificata |
| Yuliia Yuriichuk                                                              | K1 200 m | 43"760   | 5ª QF      | 43"871           | 5ª               | Non qualificata | Non qualificata | Non qualificata | Non qualificata |
| Yuliia Yuriichuk                                                              | K1 500 m | 1'57"532 | 5ª QF      | 1'58"657         | 3ª SF            | 2'03"303        | 8ª              | Non qualificata | Non qualificata |
| Mariya Povkh                                                                  | K1 500 m | 1'50"489 | 4ª QF      | 1'50"769         | 2ª SF            | 1'53"659        | 4ª FB           | 1'56"429        | 15ª             |
| Liudmyla Kuklinovska Anastasiia Todorova                                      | K2 500 m | 1'50"733 | 4ª QF      | 1'53"184         | 6ª               | Non qualificata | Non qualificata | Non qualificata | Non qualificata |
| Mariia Kichasova-Skoryk Liudmyla Kuklinovska Mariya Povkh Anastasiia Todorova | K4 500 m | 1'39"224 | 6ª QF      | 1'36"948         | 3ª SF            | 1'38"489        | 5ª FB           | 1'39"276        | 10ª             |

#### Slalom
| Atleta       | Evento       | Qualificazioni | Qualificazioni | Qualificazioni | Qualificazioni | Qualificazioni | Qualificazioni | Semifinali | Semifinali | Semifinali | Finale   | Finale | Finale    |
| Atleta       | Evento       | 1ª manche      | Pos.           | 2ª manche      | Pos.           | Migliore       | Posizione      | Penalità   | Tempo      | Posizione  | Penalità | Tempo  | Posizione |
| ------------ | ------------ | -------------- | -------------- | -------------- | -------------- | -------------- | -------------- | ---------- | ---------- | ---------- | -------- | ------ | --------- |
| Viktoriia Us | C1 femminile | 123"97         | 14ª            | 119"05         | 13ª            | 119"05         | 15ª Q          | 2"         | 122"12     | 9ª Q       | 2"       | 124"85 | 7ª        |
| Viktoriia Us | K1 femminile | 120"09         | 17ª            | 113"99         | 16ª            | 113"99         | 17ª Q          | 2"         | 109"53     | 9ª Q       | 0"       | 111"85 | 8ª        |

### Canottaggio
| FA   | Qualificato in finale A (per le medaglie)     |
| FB   | Qualificato in finale B (non per le medaglie) |
| FC   | Qualificato in finale C (non per le medaglie) |
| FD   | Qualificato in finale D (non per le medaglie) |
| FE   | Qualificato in finale E (non per le medaglie) |
| FF   | Qualificato in finale F (non per le medaglie) |
| SA/B | Semifinali A/B                                |
| SC/D | Semifinali C/D                                |
| SE/F | Semifinali E/F                                |
| QF   | Qualificato ai quarti di finale               |
| R    | Ripescaggio                                   |

| Atleta                        | Evento                              | Batteria | Batteria | Ripescaggio | Ripescaggio | Quarti | Quarti | Semifinale | Semifinale | Finale  | Finale |
| Atleta                        | Evento                              | Tempo    | Pos.     | Tempo       | Pos.        | Tempo  | Pos.   | Tempo      | Pos.       | Tempo   | Pos.   |
| ----------------------------- | ----------------------------------- | -------- | -------- | ----------- | ----------- | ------ | ------ | ---------- | ---------- | ------- | ------ |
| Ihor Khmara Stanislav Kovalov | Due di coppia pesi leggeri maschile | 6'36"05  | 4ª R     | 6'36"28     | 1ª SA/B     | N.D.   | N.D.   | 6'14"57    | 4ª FB      | 6'16"92 | 9ª     |

### Ciclismo

#### Ciclismo su strada
| Atleta             | Evento                   | Tempo    | Posizione |
| ------------------ | ------------------------ | -------- | --------- |
| Anatolij Budjak    | Corsa in linea maschile  | 6h16'56" | 56º       |
| Valerija Kononenko | Corsa in linea femminile | DNF      | DNF       |

#### Ciclismo su pista
Velocità
| Atleta                        | Evento                       | Qualificazione     | Qualificazione | Round 1           | R1                      | Round 2          | R2              | Round 3               | R3                     | Quarti               | Semifinale                    | Finale                                       | Finale          |
| Atleta                        | Evento                       | Tempo Velocità     | Pos.           | Avversario Tempo  | Tempo                   | Avversario Tempo | Tempo           | Avversario Tempo      | Tempo                  | Avversario Risultato | Avversario Risultato          | Avversario Risultato                         | Pos.            |
| ----------------------------- | ---------------------------- | ------------------ | -------------- | ----------------- | ----------------------- | ---------------- | --------------- | --------------------- | ---------------------- | -------------------- | ----------------------------- | -------------------------------------------- | --------------- |
| Lyubov Basova                 | Velocità femminile           | 10"981 65,568 km/h | 23ª Q          | Mitchell P +0"535 | Bao Sj Gaxiola P +0"168 | Non qualificata  | Non qualificata | Non qualificata       | Non qualificata        | Non qualificata      | Non qualificata               | Non qualificata                              | Non qualificata |
| Olena Starikova               | Velocità femminile           | 10"461 68,827 km/h | 6ª Q           | Verdugo V 10"979  | Bye                     | Andrews V 10"912 | Bye             | Braspennincx P +0"045 | Andrews Zhong V 11"074 | Friedrich V 2-1      | Lee W-s V 2-0                 | Mitchell P 0-2                               |                 |
| Lyubov Basova Olena Starikova | Velocità a squadre femminile | 33"542 53,664 km/h | 8ª             | N.D.              | N.D.                    | N.D.             | N.D.            | N.D.                  | N.D.                   | N.D.                 | Germania P 33"285 54,078 km/h | Finale 7º posto Polonia P 33"691 53,427 km/h | 8ª              |

Keirin
| Atleta          | Evento           | Round 1   | Ripescaggio | Round 2   | Semifinale | Finale    |
| Atleta          | Evento           | Posizione | Posizione   | Posizione | Posizione  | Posizione |
| --------------- | ---------------- | --------- | ----------- | --------- | ---------- | --------- |
| Lyubov Basova   | Keirin femminile | 6ª R      | 4ª Q        | 3ª Q      | 6ª         | 2ª Q      |
| Olena Starikova | Keirin femminile | 1ª Q      | Bye         | 2ª Q      | 1ª Q       | 4ª        |

#### Mountain bike
| Atleta         | Evento                  | Tempo    | Posizione |
| -------------- | ----------------------- | -------- | --------- |
| Yana Belomoyna | Cross-country femminile | 1h19'40" | 8ª        |

### Equitazione

#### Dressage
| Atleta           | Cavallo | Evento      | Grand Prix | Grand Prix | Grand Prix Special | Grand Prix Special | Grand Prix Freestyle | Grand Prix Freestyle | Grand Prix Freestyle | Grand Prix Freestyle |
| Atleta           | Cavallo | Evento      | Punteggio  | Classifica | Punteggio          | Classifica         | Tecnico              | Artistico            | Totale               | Classifica           |
| ---------------- | ------- | ----------- | ---------- | ---------- | ------------------ | ------------------ | -------------------- | -------------------- | -------------------- | -------------------- |
| Inna Logutenkova | Fleraro | Individuale | 66,118     | 47ª        | N.D.               | N.D.               | Non qualificata      | Non qualificata      | Non qualificata      | Non qualificata      |

#### Salto ostacoli
| Atleta           | Cavallo  | Evento      | Qualificazione | Qualificazione | Finale          | Finale          | Jump-off        | Jump-off        |
| Atleta           | Cavallo  | Evento      | Penalità       | Pos.           | Penalità        | Pos.            | Penalità        | Pos.            |
| ---------------- | -------- | ----------- | -------------- | -------------- | --------------- | --------------- | --------------- | --------------- |
| Oleksandr Prodan | Casanova | Individuale | 13,00          | 57º            | Non qualificato | Non qualificato | Non qualificato | Non qualificato |

### Ginnastica

#### Ginnastica artistica
Maschile
| Atleta          | Evento               | Qualificazione                               | Qualificazione                               | Qualificazione                               | Qualificazione                               | Qualificazione                               | Qualificazione                               | Qualificazione                               | Qualificazione                               | Finale   | Finale   | Finale   | Finale   | Finale   | Finale   | Finale  | Finale |
| Atleta          | Evento               | Attrezzo                                     | Attrezzo                                     | Attrezzo                                     | Attrezzo                                     | Attrezzo                                     | Attrezzo                                     | Totale                                       | Pos.                                         | Attrezzo | Attrezzo | Attrezzo | Attrezzo | Attrezzo | Attrezzo | Totale  | Pos.   |
| Atleta          | Evento               | CL                                           | C                                            | A                                            | V                                            | P                                            | S                                            | Totale                                       | Pos.                                         | CL       | C        | A        | V        | P        | S        | Totale  | Pos.   |
| --------------- | -------------------- | -------------------------------------------- | -------------------------------------------- | -------------------------------------------- | -------------------------------------------- | -------------------------------------------- | -------------------------------------------- | -------------------------------------------- | -------------------------------------------- | -------- | -------- | -------- | -------- | -------- | -------- | ------- | ------ |
| Illja Kovtun    | Concorso a squadre   | 12.866                                       | 13.666                                       | 12.833                                       | 13.816                                       | 14.700                                       | 13.700                                       | 81.581                                       | 34º Q                                        | 13.800   | 14.200   | N.D.     | N.D.     | 13.233   | 14.433   | N.D.    | N.D.   |
| Petro Pachnjuk  | Concorso a squadre   | 13.566                                       | 12.866                                       | 13.466                                       | 14.100                                       | 15.333 Q                                     | 13.400                                       | 82.731                                       | 24º Q                                        | 13.466   | 12.266   | 12.533   | 13.233   | 15.200   | 13.466   | N.D.    | N.D.   |
| Ihor Radivilov  | Concorso a squadre   | N.D.                                         | N.D.                                         | 14.466                                       | 14.074                                       | N.D.                                         | N.D.                                         | N.D.                                         | N.D.                                         | N.D.     | N.D.     | 14.466   | 14.074   | N.D.     | N.D.     | N.D.    | N.D.   |
| Yevhen Yudenkov | Concorso a squadre   | 13.900                                       | 12.966                                       | 13.266                                       | 13.500                                       | 14.266                                       | 12.533                                       | 80.431                                       | 43º                                          | 13.966   | 13.533   | 13.700   | 13.666   | 13.800   | 12.666   | N.D.    | N.D.   |
| Totale squadra  | Concorso a squadre   | 40.332                                       | 39.498                                       | 41.198                                       | 42.532                                       | 44.299                                       | 39.633                                       | 247.492                                      | 8º Q                                         | 41.232   | 39.999   | 40.866   | 41.499   | 42.233   | 40.565   | 246.394 | 7º     |
| Illja Kovtun    | Concorso individuale | Vedi sopra qualificazioni concorso a squadre | Vedi sopra qualificazioni concorso a squadre | Vedi sopra qualificazioni concorso a squadre | Vedi sopra qualificazioni concorso a squadre | Vedi sopra qualificazioni concorso a squadre | Vedi sopra qualificazioni concorso a squadre | Vedi sopra qualificazioni concorso a squadre | Vedi sopra qualificazioni concorso a squadre | 14.133   | 14.266   | 13.133   | 13.833   | 14.666   | 13.766   | 83.797  | 11º    |
| Petro Pachnjuk  | Concorso individuale | Vedi sopra qualificazioni concorso a squadre | Vedi sopra qualificazioni concorso a squadre | Vedi sopra qualificazioni concorso a squadre | Vedi sopra qualificazioni concorso a squadre | Vedi sopra qualificazioni concorso a squadre | Vedi sopra qualificazioni concorso a squadre | Vedi sopra qualificazioni concorso a squadre | Vedi sopra qualificazioni concorso a squadre | 13.900   | 13.633   | 13.200   | 14.233   | 13.266   | 13.033   | 81.265  | 19º    |
| Petro Pachnjuk  | Parallele simm.      | N.D.                                         | N.D.                                         | N.D.                                         | N.D.                                         | 15.333                                       | N.D.                                         | N.D.                                         | 8º Q                                         | N.D.     | N.D.     | N.D.     | N.D.     | 14.533   | N.D.     | N.D.    | 7º     |

Femminile
| Atleta          | Evento               | Qualificazione | Qualificazione | Qualificazione | Qualificazione | Qualificazione | Qualificazione | Finale          | Finale          | Finale          | Finale          | Finale          | Finale          |
| Atleta          | Evento               | Attrezzo       | Attrezzo       | Attrezzo       | Attrezzo       | Totale         | Pos.           | Attrezzo        | Attrezzo        | Attrezzo        | Attrezzo        | Totale          | Pos.            |
| Atleta          | Evento               | CL             | V              | T              | P              | Totale         | Pos.           | CL              | V               | T               | P               | Totale          | Pos.            |
| --------------- | -------------------- | -------------- | -------------- | -------------- | -------------- | -------------- | -------------- | --------------- | --------------- | --------------- | --------------- | --------------- | --------------- |
| Diana Varins'ka | Concorso individuale | 12.733         | 12.633         | 12.566         | 11.633         | 49.565         | 62ª            | Non qualificata | Non qualificata | Non qualificata | Non qualificata | Non qualificata | Non qualificata |

#### Ginnastica ritmica
| Atleta                                                                            | Evento               | Qualificazione | Qualificazione | Qualificazione        | Qualificazione        | Qualificazione | Qualificazione | Finale   | Finale   | Finale                | Finale                | Finale | Finale |
| Atleta                                                                            | Evento               | Attrezzo       | Attrezzo       | Attrezzo              | Attrezzo              | Totale         | Pos.           | Attrezzo | Attrezzo | Attrezzo              | Attrezzo              | Totale | Pos.   |
| Atleta                                                                            | Evento               | Cerchio        | Palla          | Clavi                 | Nastro                | Totale         | Pos.           | Cerchio  | Palla    | Clavi                 | Nastro                | Totale | Pos.   |
| --------------------------------------------------------------------------------- | -------------------- | -------------- | -------------- | --------------------- | --------------------- | -------------- | -------------- | -------- | -------- | --------------------- | --------------------- | ------ | ------ |
| Viktorija Onoprijenko                                                             | Concorso individuale | 23.800         | 24.300         | 26.100                | 21.250                | 95.450         | 9ª Q           | 24.000   | 23.550   | 26.100                | 19.700                | 93.350 | 10ª    |
| Chrystyna Pohranyčna                                                              | Concorso individuale | 24.600         | 23.800         | 25.700                | 19.000                | 93.100         | 10ª Q          | 24.500   | 24.100   | 24.900                | 21.600                | 95.100 | 9ª     |
| Mariola Bodnarčuk Daryna Duda Jeva Meleščuk Anastasija Voznjak Marija Vysočans'ka | Concorso a squadre   | 5 palle        | 5 palle        | 3 cerchi e 2 clavette | 3 cerchi e 2 clavette | 82.700         | 11ª Q          | 5 palle  | 5 palle  | 3 cerchi e 2 clavette | 3 cerchi e 2 clavette | 77.600 | 7ª     |
| Mariola Bodnarčuk Daryna Duda Jeva Meleščuk Anastasija Voznjak Marija Vysočans'ka | Concorso a squadre   | 41.450         | 41.450         | 41.250                | 41.250                | 82.700         | 11ª Q          | 40.350   | 40.350   | 37.250                |                       | 77.600 | 7ª     |

### Judo
Uomini
| Atleta            | Evento  | 64-esimi             | 32-esimi               | 16-esimi             | Quarti               | Semifinali           | Ripescaggio          | Finale                          | Pos.            |
| Atleta            | Evento  | Avversario Punteggio | Avversario Punteggio   | Avversario Punteggio | Avversario Punteggio | Avversario Punteggio | Avversario Punteggio | Avversario Punteggio            | Pos.            |
| ----------------- | ------- | -------------------- | ---------------------- | -------------------- | -------------------- | -------------------- | -------------------- | ------------------------------- | --------------- |
| Artem Lesjuk      | 60 kg   | N.D.                 | Ramos V 10–00          | Lutfillaev V 01-00   | Mkheidze P 00-10     | N.D.                 | Tsjakadoea P 00-10   | Non qualificato                 | 7º              |
| Heorhij Zantaraja | 66 kg   | N.D.                 | Gaitero Martin V 10–00 | Gomboc P 00-01       | Non qualificato      | Non qualificato      | Non qualificato      | Non qualificato                 | Non qualificato |
| Quedjau Nhabali   | 90 kg   | Bye                  | Florentino V 01-00     | Bobonov P 00–01      | Non qualificato      | Non qualificato      | Non qualificato      | Non qualificato                 | Non qualificato |
| Jakiv Chammo      | +100 kg | N.D.                 | Bye                    | Simionescu V 01-00   | Harasawa P 00-10     | N.D.                 | Oltiboev V 01-00     | Finale 3º posto Bashaev P 00–10 | 5º              |

Donne
| Atleta              | Evento | 64-esimi             | 32-esimi             | 16-esimi             | Quarti               | Semifinali           | Ripescaggio          | Finale                          | Pos.            |
| Atleta              | Evento | Avversario Punteggio | Avversario Punteggio | Avversario Punteggio | Avversario Punteggio | Avversario Punteggio | Avversario Punteggio | Avversario Punteggio            | Pos.            |
| ------------------- | ------ | -------------------- | -------------------- | -------------------- | -------------------- | -------------------- | -------------------- | ------------------------------- | --------------- |
| Dar"ja Bilodid      | 52 kg  | N.D.                 | Bye                  | Nikolić V 01–00      | Costa V 10–00        | Tonaki P 00-01       | Bye                  | Finale 3º posto Rishony V 10-00 |                 |
| Anastasija Turčyn   | 78 kg  | N.D.                 | Chalá V 10-00        | Steenhuis V 00-01    | Non qualificata      | Non qualificata      | Non qualificata      | Non qualificata                 | Non qualificata |
| Jelyzaveta Kalanina | +78 kg | N.D.                 | Asselah V 10-00      | Sayit P 00-10        | Non qualificata      | Non qualificata      | Non qualificata      | Non qualificata                 | Non qualificata |

### Karate
Kumite
| Atleta            | Evento          | Girone               | Girone               | Girone               | Girone               | Girone | Semifinali           | Finale               | Pos. |
| Atleta            | Evento          | Avversario Punteggio | Avversario Punteggio | Avversario Punteggio | Avversario Punteggio | Pos.   | Avversario Punteggio | Avversario Punteggio | Pos. |
| ----------------- | --------------- | -------------------- | -------------------- | -------------------- | -------------------- | ------ | -------------------- | -------------------- | ---- |
| Stanislav Horuna  | 75 kg maschile  | Nishimura V 2-1      | Scott V 2-1          | Hárspataki D 0-0     | Abdelaziz P 1-4      | 2º Q   | Busà P 0-3           | Non qualificato      |      |
| Anželika Terljuha | 55 kg femminile | Sayed V 1–0          | Zhangbyrbay D 4–4    | Plank D 0-0          | Miyahara V 4-0       | 1ª Q   | Wen T-y V 4-4        | Goranova P 1-5       |      |
| Anita Serogina    | 61 kg femminile | Grande V 6-1         | Sadini D 1-1         | Farouk P 1–2         | Preković P 4-6       | 3ª     | Non qualificata      | Non qualificata      | 5ª   |

### Lotta
Libera
| Atleta                   | Evento          | Ottavi               | Quarti               | Semifinali           | Ripescaggio          | Finale / FB                         | Pos. |
| Atleta                   | Evento          | Avversario Risultato | Avversario Risultato | Avversario Risultato | Avversario Risultato | Avversario Risultato                | Pos. |
| ------------------------ | --------------- | -------------------- | -------------------- | -------------------- | -------------------- | ----------------------------------- | ---- |
| Vasyl Mykhailov          | 74 kg maschile  | Bayramov P 1–3PP     | Non qualificato      | Non qualificato      | Non qualificato      | Non qualificato                     | 11º  |
| Oleksandr Khotsianivskyi | 125 kg maschile | Zare P 0–3PO         | Non qualificato      | Non qualificato      | Non qualificato      | Non qualificato                     | 16º  |
| Oksana Livach            | 50 kg femminile | Idris V 4–0ST        | Sun Yn P 1–3PP       | Non qualificata      | Guzmán V 5–0VT       | Finale 3º posto Hildebrandt P 1-4SP | 5ª   |
| Tetyana Kit              | 57 kg femminile | Bousetta V 5–0VT     | Maroulis P 0-3PO     | Non qualificata      | Non qualificata      | Non qualificata                     | 10ª  |
| Iryna Koliadenko         | 62 kg femminile | Adeniyi V 5–0VT      | Long J V 5–0VT       | Tynybekova P 0–4ST   | Bye                  | Grigorjeva V 3-1PP                  |      |
| Alla Cherkasova          | 68 kg femminile | Wieszczek V 4–0ST    | Schell V 5–0VT       | Mensah P 1-3PP       | Bye                  | Finale 3º posto Doshō V 5–0VT       |      |
| Alla Belins'ka           | 76 kg femminile | Zhou Q P 1-3PP       | Non qualificata      | Non qualificata      | Non qualificata      | Non qualificata                     | 12ª  |

Greco-romana
| Atleta         | Evento         | Ottavi               | Quarti               | Semifinali           | Ripescaggio          | Finale                          | Pos. |
| Atleta         | Evento         | Avversario Risultato | Avversario Risultato | Avversario Risultato | Avversario Risultato | Avversario Risultato            | Pos. |
| -------------- | -------------- | -------------------- | -------------------- | -------------------- | -------------------- | ------------------------------- | ---- |
| Lenur Temirov  | 60 kg maschile | Tasmuradov V 3-0PO   | Melikyan V 3-1PP     | Fumita P 1-3PP       | Bye                  | Finale 3º posto Walihan P 1-3PP | 5º   |
| Parviz Nasibov | 67 kg maschile | Bjerrehuus V 3-1PP   | Surkov V 3-0PO       | El-Sayed V 3-1PP     | Bye                  | Geraei P 1–3PP                  |      |
| Zhan Beleniuk  | 87 kg maschile | Datunashvili V 3–1PP | Sid Azara V 3–1PP    | Huklek V 3–1PP       | Bye                  | Lőrincz V 3–1PP                 |      |

### Nuoto
Maschile
| Atleta            | Evento              | Batterie | Batterie  | Semifinali      | Semifinali      | Finale          | Finale          |
| Atleta            | Evento              | Tempo    | Posizione | Tempo           | Posizione       | Tempo           | Posizione       |
| ----------------- | ------------------- | -------- | --------- | --------------- | --------------- | --------------- | --------------- |
| Vladyslav Bukhov  | 50 m stile libero   | 21"73    | 5º Q      | 21"83           | 11º             | Non qualificato | Non qualificato |
| Serhiy Shevtsov   | 100 m stile libero  | 49"55    | 35º       | Non qualificato | Non qualificato | Non qualificato | Non qualificato |
| Serhij Frolov     | 800 m stile libero  | 7'47"67  | 7º Q      | N.D.            | N.D.            | 7'45"11         | 6º              |
| Mychajlo Romančuk | 800 m stile libero  | 7'41"28  | 1º Q      | N.D.            | N.D.            | 7'42"33         |                 |
| Serhij Frolov     | 1500 m stile libero | 14'51"83 | 17º       | N.D.            | N.D.            | 15'04"26        | 8º              |
| Mychajlo Romančuk | 1500 m stile libero | 14'45"99 | 1º Q      | N.D.            | N.D.            | 14'40"66        |                 |
| Ihor Troianovskyi | 100 m farfalla      | DNS      | DNS       | DNS             | DNS             | DNS             | DNS             |
| Denys Kesil       | 200 m farfalla      | 1'56"37  | 21º       | Non qualificato | Non qualificato | Non qualificato | Non qualificato |
| Ihor Troianovskyi | 200 m farfalla      | 1'58"37  | 29º       | Non qualificato | Non qualificato | Non qualificato | Non qualificato |

Femminile
| Atleta              | Evento         | Batterie | Batterie  | Semifinali      | Semifinali      | Finale          | Finale          |
| Atleta              | Evento         | Tempo    | Posizione | Tempo           | Posizione       | Tempo           | Posizione       |
| ------------------- | -------------- | -------- | --------- | --------------- | --------------- | --------------- | --------------- |
| Daryna Zevina       | 100 m rana     | 1'01"97  | 30ª       | Non qualificata | Non qualificata | Non qualificata | Non qualificata |
| Daryna Zevina       | 200 m rana     | 2'12"30  | 19ª       | Non qualificata | Non qualificata | Non qualificata | Non qualificata |
| Krystyna Panchishko | Maratona 10 km | N.D.     | N.D.      | N.D.            | N.D.            | 2h07'35"1       | 22ª             |

### Nuoto artistico
| Atleta | Evento  | Qualificazioni   | Qualificazioni    | Qualificazioni | Qualificazioni | Finale            | Finale           | Finale       | Finale    |
| Atleta | Evento  | Programma libero | Programma tecnico | Punti totali   | Posizione      | Programma tecnico | Programma libero | Punti totali | Posizione |
| --- | ------- | ---------------- | ----------------- | -------------- | -------------- | ----------------- | ---------------- | ------------ | --------- |
| Marta Fjedina Anastasija Savčuk | Duo     | 94.9333          | 93.8620           | 188.7953       | 3ª Q           | 93.8620           | 95.6000          | 189.4620     |           |
| Maryna Aleksiïva Vladyslava Aleksiïva Marta Fjedina Ekateryna Reznyk Anastasija Savčuk Alina Šynkarenko Kseniya Sydorenko Jelyzaveta Jachno | Squadre | N.D.             | N.D.              | N.D.           | N.D.           | 94.2685           | 96.0333          | 190.3018     |           |

### Pentathlon moderno
| Atleta           | Evento        | Scherma   | Scherma | Scherma | Nuoto   | Nuoto | Nuoto | Equitazione | Equitazione | Equitazione | Combinato (corsa e pistola) | Combinato (corsa e pistola) | Combinato (corsa e pistola) | Totale | Posizione finale |
| Atleta           | Evento        | Risultati | Pos.    | Punti   | Tempo   | Pos.  | Punti | Penalità    | Pos.        | Punti       | Tempo                       | Pos.                        | Punti                       | Totale | Posizione finale |
| ---------------- | ------------- | --------- | ------- | ------- | ------- | ----- | ----- | ----------- | ----------- | ----------- | --------------------------- | --------------------------- | --------------------------- | ------ | ---------------- |
| Pavlo Tymoščenko | Gara maschile | 22+1      | 8º      | 233     | 2'06"84 | 30º   | 297   | 7,00        | 7º          | 293         | 11'36"58                    | 25º                         | 604                         | 1427   | 15º              |

### Pugilato
| Atleta             | Evento                     | 16-esimi             | Ottavi               | Quarti               | Semifinali           | Finale               | Pos.            |
| Atleta             | Evento                     | Avversario Punteggio | Avversario Punteggio | Avversario Punteggio | Avversario Punteggio | Avversario Punteggio | Pos.            |
| ------------------ | -------------------------- | -------------------- | -------------------- | -------------------- | -------------------- | -------------------- | --------------- |
| Mykola Butsenko    | Pesi piuma maschile        | Caicedo P 2-3        | Non qualificato      | Non qualificato      | Non qualificato      | Non qualificato      | Non qualificato |
| Yaroslav Khartsyz  | Pesi leggeri maschile      | Chalabiyev P 0-5     | Non qualificato      | Non qualificato      | Non qualificato      | Non qualificato      | Non qualificato |
| Oleksandr Chyžnjak | Pesi medi maschile         | Bye                  | Moriwaki V 5–0       | Cedeño V 4-1         | Marcial V 3-2        | Conceição P KO       |                 |
| Tsotne Rogava      | Pesi supermassimi maschile | Bye                  | Clarke P 1-4         | Non qualificato      | Non qualificato      | Non qualificato      | Non qualificato |
| Anna Lysenko       | Pesi welter femminile      | Bye                  | Bel Ahbib V 5-0      | Sürmeneli P 0-5      | Non qualificata      | Non qualificata      | Non qualificata |

### Scherma
Uomini
| Atleta                                                     | Evento            | 32-esimi             | 16-esimi             | Ottavi               | Quarti               | Semifinali                            | Finale / FB                     | Pos.            |
| Atleta                                                     | Evento            | Avversario Punteggio | Avversario Punteggio | Avversario Punteggio | Avversario Punteggio | Avversario Punteggio                  | Avversario Punteggio            | Pos.            |
| ---------------------------------------------------------- | ----------------- | -------------------- | -------------------- | -------------------- | -------------------- | ------------------------------------- | ------------------------------- | --------------- |
| Bohdan Nikishyn                                            | Spada individuale | Bye                  | Lan Mh P 12-13       | Non qualificato      | Non qualificato      | Non qualificato                       | Non qualificato                 | Non qualificato |
| Ihor Reizlin                                               | Spada individuale | Bye                  | Steffen V 15-11      | Heinzer V 15-12      | El-Sayed V 15-13     | Cannone P 10-15                       | Santarelli V 15-12              |                 |
| Roman Svichkar                                             | Spada individuale | Bye                  | Heinzer P 11-15      | Non qualificato      | Non qualificato      | Non qualificato                       | Non qualificato                 | Non qualificato |
| Bohdan Nikishyn Ihor Reizlin Roman Svichkar Anatoliy Herey | Spada a squadre   | N.D.                 | N.D.                 | Bye                  | Cina P 35–45         | Semifinale 5º/8º posto Italia V 45-39 | Finale 5º posto Francia P 39–45 | 6ª              |

Donne
| Atleta          | Evento               | 32-esimi             | 16-esimi             | Ottavi               | Quarti               | Semifinali           | Finale / FB          | Pos.            |
| Atleta          | Evento               | Avversario Punteggio | Avversario Punteggio | Avversario Punteggio | Avversario Punteggio | Avversario Punteggio | Avversario Punteggio | Pos.            |
| --------------- | -------------------- | -------------------- | -------------------- | -------------------- | -------------------- | -------------------- | -------------------- | --------------- |
| Olena Kryvytska | Spada individuale    | Bye                  | Knapik-Miazga P 8-15 | Non qualificata      | Non qualificata      | Non qualificata      | Non qualificata      | Non qualificata |
| Olha Kharlan    | Sciabola individuale | Bye                  | Yang Hy P 12–15      | Non qualificata      | Non qualificata      | Non qualificata      | Non qualificata      | Non qualificata |

### Sollevamento pesi
| Atleta         | Evento          | Strappo   | Strappo    | Slancio   | Slancio    | Totale | Classifica |
| Atleta         | Evento          | Risultato | Classifica | Risultato | Classifica | Totale | Classifica |
| -------------- | --------------- | --------- | ---------- | --------- | ---------- | ------ | ---------- |
| Kamila Konotop | 55 kg femminile | 94        | 4ª         | 112       | 7ª         | 206    | 5ª         |
| Iryna Dekha    | 76 kg femminile | 113       | 2ª         | 131       | DNF        | DNF    | DNF        |

### Tennis
| Atleta                            | Evento              | 32-esimi                    | 16-esimi                            | Ottavi                           | Quarti                             | Semifinali               | Finale / FB                 | Pos.            |
| Atleta                            | Evento              | Avversario Punteggio        | Avversario Punteggio                | Avversario Punteggio             | Avversario Punteggio               | Avversario Punteggio     | Avversario Punteggio        | Pos.            |
| --------------------------------- | ------------------- | --------------------------- | ----------------------------------- | -------------------------------- | ---------------------------------- | ------------------------ | --------------------------- | --------------- |
| Elina Svitolina                   | Singolare femminile | Siegemund V (6–3, 5–7, 6–4) | Tomljanović V (4–6, 6–3, 6–4)       | Sakkari V (5–7, 6–3, 6–4)        | Giorgi V (6–4, 6–4)                | Vondroušová P (3–6, 1–6) | Giorgi V (1–6, 7–6(5), 6–4) |                 |
| Dayana Yastremska                 | Singolare femminile | Fernandez P (3–6, 6–3, 0–6) | Non qualificata                     | Non qualificata                  | Non qualificata                    | Non qualificata          | Non qualificata             | Non qualificata |
| Ljudmyla Kičenok Nadežda Kičenok  | Doppio femminile    | N.D.                        | Mirza / Raina V (0–6, 7–6(0), 10–8) | Errani / Paolini V (7–6(4), 6–2) | Kudermetova / Vesnina P (2–6, 1–6) | Non qualificate          | Non qualificate             | Non qualificate |
| Elina Svitolina Dayana Yastremska | Doppio femminile    | N.D.                        | Cornet / Ferro P (2–6, 4–6)         | Non qualificate                  | Non qualificate                    | Non qualificate          | Non qualificate             | Non qualificate |

### Tennistavolo
| Atleta             | Evento            | Preliminari          | Round 1              | Round 2              | Round 3              | Ottavi               | Quarti               | Semifinali           | Finale               | Pos.            |
| Atleta             | Evento            | Avversario Punteggio | Avversario Punteggio | Avversario Punteggio | Avversario Punteggio | Avversario Punteggio | Avversario Punteggio | Avversario Punteggio | Avversario Punteggio | Pos.            |
| ------------------ | ----------------- | -------------------- | -------------------- | -------------------- | -------------------- | -------------------- | -------------------- | -------------------- | -------------------- | --------------- |
| Kou Lei            | Singolo maschile  | Bye                  | Hmam V 4-0           | Assar P 3-4          | Non qualificato      | Non qualificato      | Non qualificato      | Non qualificato      | Non qualificato      | Non qualificato |
| Hanna Haponova     | Singolo femminile | Bye                  | Liu P 2-4            | Non qualificata      | Non qualificata      | Non qualificata      | Non qualificata      | Non qualificata      | Non qualificata      | Non qualificata |
| Margaryta Pesotska | Singolo femminile | Bye                  | Bye                  | Batra P 3–4          | Non qualificata      | Non qualificata      | Non qualificata      | Non qualificata      | Non qualificata      | Non qualificata |

### Tiro a segno/volo
Maschile
| Atleta           | Evento                       | Qualificazione | Qualificazione | Finale          | Finale          |
| Atleta           | Evento                       | Punteggio      | Classifica     | Punteggio       | Classifica      |
| ---------------- | ---------------------------- | -------------- | -------------- | --------------- | --------------- |
| Serhij Kuliš     | Carabina 10 m aria compressa | 623.5          | 29º            | Non qualificato | Non qualificato |
| Oleh Tsarkov     | Carabina 10 m aria compressa | 621.0          | 40º            | Non qualificato | Non qualificato |
| Serhij Kuliš     | Carabina 50 m 3 posizioni    | 1178           | 6º Q           | 402.2           | 8º              |
| Oleh Tsarkov     | Carabina 50 m 3 posizioni    | 1166           | 22º            | Non qualificato | Non qualificato |
| Pavlo Korostylov | Pistola 10 m aria compressa  | 581            | 4º Q           | 189.9           | 4º              |
| Oleh Omelchuk    | Pistola 10 m aria compressa  | 575            | 18º            | Non qualificato | Non qualificato |
| Pavlo Korostylov | Pistola 25 m automatica      | 580            | 9º             | Non qualificato | Non qualificato |

Femminile
| Atleta           | Evento                      | Qualificazione | Qualificazione | Finale          | Finale          |
| Atleta           | Evento                      | Punteggio      | Classifica     | Punteggio       | Classifica      |
| ---------------- | --------------------------- | -------------- | -------------- | --------------- | --------------- |
| Olena Kostevyč   | Pistola 10 m aria compressa | 577            | 7ª Q           | 197.6           | 4ª              |
| Olena Kostevyč   | Pistola 25 metri            | 579            | 23ª            | Non qualificata | Non qualificata |
| Iryna Malovichko | Skeet                       | 119            | 8ª             | Non qualificata | Non qualificata |

Misto
| Atleta                       | Evento                               | Qualificazione 1 | Qualificazione 1 | Qualificazione 2 | Qualificazione 2 | Finale / FB              | Finale / FB |
| Atleta                       | Evento                               | Punteggio        | Classifica       | Punteggio        | Classifica       | Avversario Punteggio     | Pos.        |
| ---------------------------- | ------------------------------------ | ---------------- | ---------------- | ---------------- | ---------------- | ------------------------ | ----------- |
| Oleh Omelchuk Olena Kostevyč | Pistola 10 m ariacompressa a squadre | 580              | 4ª               | 386              | 3ª q             | Arunović / Mikec W 16-12 |             |

### Tiro con l'arco
| Atleta                                                   | Evento                | Classificazione | Classificazione | 32-esimi               | 16-esimi             | Ottavi               | Quarti               | Semifinali           | Finale / FB          | Pos.            |
| Atleta                                                   | Evento                | Punteggio       | Pos.            | Avversario Punteggio   | Avversario Punteggio | Avversario Punteggio | Avversario Punteggio | Avversario Punteggio | Avversario Punteggio | Pos.            |
| -------------------------------------------------------- | --------------------- | --------------- | --------------- | ---------------------- | -------------------- | -------------------- | -------------------- | -------------------- | -------------------- | --------------- |
| Oleksii Hunbin                                           | Individuale maschile  | 656             | 28º             | Rai P 4-6              | Non qualificato      | Non qualificato      | Non qualificato      | Non qualificato      | Non qualificato      | Non qualificato |
| Veronika Marchenko                                       | Individuale femminile | 635             | 35ª             | Lei C-y V 6-4          | Kang C-y P 1-7       | Non qualificata      | Non qualificata      | Non qualificata      | Non qualificata      | Non qualificata |
| Anastasiia Pavlova                                       | Individuale femminile | 631             | 41ª             | Mucino-Fernandez P 4–6 | Non qualificata      | Non qualificata      | Non qualificata      | Non qualificata      | Non qualificata      | Non qualificata |
| Lidiia Sichenikova                                       | Individuale femminile | 623             | 54ª             | Kroppen P 0–6          | Non qualificata      | Non qualificata      | Non qualificata      | Non qualificata      | Non qualificata      | Non qualificata |
| Veronika Marchenko Anastasiia Pavlova Lidiia Sichenikova | Squadra femminile     | 1889            | 11ª             | N.D.                   | N.D.                 | ROC P 2–6            | Non qualificata      | Non qualificata      | Non qualificata      | Non qualificata |
| Oleksii Hunbin Veronika Marchenko                        | Squadra mista         | 1291            | 18ª             | N.D.                   | N.D.                 | Non qualificata      | Non qualificata      | Non qualificata      | Non qualificata      | Non qualificata |

### Triathlon
| Atleta       | Evento                | Nuoto | T1  | Ciclismo | T2  | Corsa | Totale | Classifica |
| ------------ | --------------------- | ----- | --- | -------- | --- | ----- | ------ | ---------- |
| Taylor Knibb | Individuale femminile | DNS   | DNS | DNS      | DNS | DNS   | DNS    | DNS        |

### Tuffi
Maschile
| Atleta                     | Evento                  | Preliminari | Preliminari | Semifinale      | Semifinale      | Finale          | Finale          |
| Atleta                     | Evento                  | Punti       | Classifica  | Punti           | Classifica      | Punti           | Classifica      |
| -------------------------- | ----------------------- | ----------- | ----------- | --------------- | --------------- | --------------- | --------------- |
| Oleh Kolodij               | Trampolino 3 m          | 351,25      | 22º         | Non qualificato | Non qualificato | Non qualificato | Non qualificato |
| Oleksij Sereda             | Piattaforma 10 m        | 435,90      | 6º Q        | 416,05          | 7º Q            | 461,70          | 6º              |
| Oleh Serbin Oleksij Sereda | Piattaforma 10 m sincro | N.D.        | N.D.        | N.D.            | N.D.            | 400,44          | 6º              |

Femminile
| Atleta            | Evento           | Preliminari | Preliminari | Semifinale      | Semifinale      | Finale          | Finale          |
| Atleta            | Evento           | Punti       | Classifica  | Punti           | Classifica      | Punti           | Classifica      |
| ----------------- | ---------------- | ----------- | ----------- | --------------- | --------------- | --------------- | --------------- |
| Viktorija Kesar   | Trampolino 3 m   | 238,20      | 23ª         | Non qualificata | Non qualificata | Non qualificata | Non qualificata |
| Hanna Pys'mens'ka | Trampolino 3 m   | 232,30      | 24ª         | Non qualificata | Non qualificata | Non qualificata | Non qualificata |
| Sofija Lyskun     | Piattaforma 10 m | 216,55      | 29ª         | Non qualificata | Non qualificata | Non qualificata | Non qualificata |